# Tim Waker
Tim Waker, född Söderström, 4 januari 1994 i Nacka, är en svensk före detta fotbollsspelare.
Han är äldre bror till ishockeymålvakten Linus Söderström.

## Klubbkarriär
Wakers moderklubb är Djurö/Vindö IF, vilka han som junior lämnade för spel i IF Brommapojkarna. Han värvades tillsammans med Simon Tibbling från BP av Djurgårdens IF i början av 2011. Han spelade under 2012 för klubbens U19-lag och blev efter säsongen utsedd till "årets junior". Inför säsongen 2013 blev han uppflyttad i U21-truppen.
Han gjorde sin allsvenska debut för Djurgårdens A-lag mot Gefle IF den 27 oktober 2013. Matchen slutade 1–1 och Waker byttes in mot Andreas Johansson i den 82:a minuten. I januari 2015 förlängde Waker sitt kontrakt med Djurgården över ytterligare en säsong. Han blev samtidigt utlånad till Jönköpings Södra för resten av säsongen.
I december 2015 värvades Waker av Assyriska FF, där han skrev på ett treårskontrakt. I januari 2017 värvades Waker av IF Brommapojkarna, där han skrev på ett tvåårskontrakt. Nästa klubb blev Hammarby IF med vilka ett nytt tvåårskontrakt tecknades 2018 som började gälla från 1 januari 2019.
Den 31 januari 2021 värvades Waker av portugisiska Marítimo. I juli 2022 blev han klar för en återkomst i IF Brommapojkarna. I oktober 2024 bröt Waker sitt kontrakt i klubben för att satsa på en civil karriär.

## Landslagskarriär
Waker gjorde sin landslagsdebut för Sveriges U19-landslag den 6 februari 2013 i en 2–1-seger över Norge. Han spelade matchen från start men blev utbytt i den 83:e minuten mot Oliver Silverholt. Han spelade sin andra landskamp den 11 oktober 2013 i en 2–2-match mot Finland och spelade hela matchen.